# Dollar du Mûrier
Dollar du Mûrier (3 juin 1991 - 29 août 2009) est un étalon du stud-book Selle français, de robe bai, champion de saut d'obstacles. Son cavalier est Éric Navet durant la plus grande partie de sa carrière. Il devient notamment champion du monde par équipes en 2002 et vice-champion du monde en individuel la même année. Il meurt à 18 ans, des suites d'une hernie inguinale.

## Histoire
Dollar du Mûrier naît le 3 juin 1991, au haras du Mûrier, l'élevage de Philippe Bodinier, situé à Andouillé en Mayenne, en France.
Il effectue la majeure partie de sa carrière avec Éric Navet, permettant à ce cavalier de revenir au plus haut niveau de compétition. Il atteint son meilleur ISO (indice de saut d'obstacles) en 2000, avec un score de 184. Il décroche les titres de champion du monde par équipes et de vice-champion du monde en individuel aux Jeux équestres mondiaux de 2002 à Jerez de la Frontera.
En 2002, son parrainage par le conseil général des Hauts-de-Seine suscite la polémique, Charles Pasqua et Jacqueline Reverdy ayant sponsorisé Dollar du Mûrier à hauteur d'une somme de 450 000 € sur trois ans, en vue de sa préparation pour les Jeux olympiques et afin que son propriétaire ne soit pas tenté de le vendre. Sélectionné pour les Jeux olympiques d'été de 2004 à Athènes sous le nom sponsorisé de Dollar du Mûrier*Hauts de Seine, il souffre probablement d'une blessure. Il piétine, hennit et panique durant son échauffement devant un obstacle d'entraînement à 1,20 m, puis au paddock. Eric Navet choisit néanmoins de participer à la compétition, mais l'étalon commet quatre fautes durant la première manche de la phase de qualifications,.
Il meurt le 29 août 2009, à l'âge de 18 ans, des suites d'une hernie inguinale. Son propriétaire Philippe Bodinier cache sa mort pendant plusieurs mois, pour récupérer ses doses de semence,. Sa mort n'est enregistrée qu'au 30 juillet 2013 dans la base de données Harasire.

## Description
Dollar du Mûrier est un étalon de robe bai, qui toise 1,68 m. Il est enregistré comme Selle français originel, ce qui signifie que son pedigree ne compte pas de croisements avec des chevaux extérieurs à la France.

## Descendance
Dollar du Mûrier se reproduit à partir de 1995. Il se révèle un très bon étalon, père notamment d'Idéal de la Loge, Ionesko de Brekka, Jaffna de Semilly, Jem Twist, Muriesco du Cotentin, Myrtille Paulois, Nabucco, Socrate du Mûrier et Johnny Boy.